# Sidus Ludovicianum
Sidus Ludovicianum, o Sidus Ludoviciana, è una stella della costellazione dell'Orsa Maggiore.
Si tratta di una stella di ottava magnitudine; è situata nello stesso campo visivo di Mizar e Alcor e può essere individuata con un piccolo telescopio. Deve il suo nome, assolutamente inusuale per una stella, a Johann Georg Liebknecht (1679 - 1749), professore di teologia e matematica tedesco, che la notte del 2 dicembre 1722, dopo averla osservata con il suo telescopio, azzardò l'ipotesi che si trattasse di un pianeta e lo chiamò Sidus Ludovicianum (l'Astro di Ludovico) in onore del suo sovrano, il langravio Ludovico di Hessen-Darmstadt. Tale ipotesi, peraltro piuttosto stravagante perché il supposto pianeta si sarebbe trovato da tutt'altra parte del cielo rispetto all'eclittica, fu presto smentita e perfino ridicolizzata dagli scienziati contemporanei.